# Galeodes graecus
Galeodes graecus es una especie de arácnido  del orden Solifugae de la familia Galeodidae.

## Distribución geográfica
Se encuentra en el sudeste de Europa.